# Āq Berāz
Āq Berāz (persiska: آق براز) är en ort i Iran.   Den ligger i provinsen Östazarbaijan, i den nordvästra delen av landet, 500 km nordväst om huvudstaden Teheran. Āq Berāz ligger 975 meter över havet och antalet invånare är 740.
Terrängen runt Āq Berāz är lite bergig.Runt Āq Berāz är det ganska glesbefolkat, med 27 invånare per kvadratkilometer. Närmaste större samhälle är Abīsh Aḩmad, 7,5 km nordväst om Āq Berāz. Trakten runt Āq Berāz består i huvudsak av gräsmarker.